# Diospyros conocarpa
Diospyros conocarpa là một loài thực vật có hoa trong họ Thị. Loài này được Gürke ex K.Schum. mô tả khoa học đầu tiên năm 1892.